# Lucienne Day
Lucienne Day, född 5 januari 1917 i Coulsdon, Surrey, död 30 januari 2010 i Chichester, var en brittisk textilformgivare och designer.
Lucienne Day formgav möbeltyger, mattor och tapeter; från 1948 drev hon en designbyrå tillsammans med sin make Robin Day. De gjorde sig internationellt kända under 1950-talet. Ett av hennes mest kända mönster är Calyx från 1951.